# 李楘 (乾隆進士)
李楘（?—?），字沧云，江苏長洲人，清朝官員。
乾隆三十七年壬辰进士。嘉庆五年二月，擔任奉天府丞，是年三月，晋昌任盛京将军，李楘推薦程伟元為幕僚。。有《惜分阴斋诗钞》十六卷。 